# Шинель (повість)
«Шине́ль» (рос. Шинель) — повість Миколи Гоголя. Належить до циклу «Петербурзькі повісті». Перша публікація твору відбулася 1842 року.

## Історія написання
За свідченням П. Анненкова, початковий задум «Шинелі» припадає на 1836 рік. Мемуарист згадує: 
|  | «Якось при Гоголі розповіли канцелярський анекдот про якогось бідного чиновника, палкого шанувальника полювання на птахів, котрий надзвичайною економією і невтомною працею поза службою набув суму, якої було досить для придбання доброї лепажевської рушниці за 200 ас. Першого ж разу, як на своєму маленькому човнику попрямував він Фінською затокою за здобиччю, поклавши дорогоцінну рушницю перед собою на ніс човна, він перебував, за його особистими свідченнями, в якомусь забутті й отямився лише тоді, коли глянув на ніс, і не побачив своєї обнови. Рушницю стягнули у воду густі зарості, через які він проїздив, і знайти її було неможливо. Чиновник повернувся додому, вклався у ліжко і більше не встав: він схопив пропасницю <...> Всі сміялися з анекдоту, основаного на реальному випадку, за винятком Гоголя, який вислухав його, задумавшись і опустивши голову» (Гоголь в воспоминаниях современников. — М., 1952. — С. 267) |

У робочій редакції 1839 року твір мав назву «Повість про чиновника, що краде шинелі», а головного героя звали Акакій Акакійович Тишкевич. Над «повістю про чиновника, що краде шинелі» Гоголь працював ще в 1839 році. Уривок з першої редакції, набагато більш гумористичної, ніж остаточна, був продиктований М. П. Погодіну в Марієнбаді в липні-серпні цього року. Погодинський рукопис з правками Гоголя зберігається в РДБ.
Упродовж наступних півтора року, проведених у Відні та Римі, Гоголь ще тричі брався за повість, але довести її до кінця зміг тільки навесні 1841 року, і то під тиском Погодіна. Одночасно він працював над текстом про Італію, абсолютно відмінним за стилістикою і настроєм. У другій редакції головний герой отримав ім'я «Акакій Акакійович Тишкевич», яке незабаром було змінено на «Башмакевич». У третій редакції комічна інтонація стала поступатися місцем сентиментально-патетичній.
Оскільки рукопис повісті не зберігся, літературознавцям складно визначити, чи зазнала повість якогось цензурного перероблення напередодні публікації. За відомостями Н. Я. Прокоповича, цензор А. В. Никитенко «хоча не торкнувся нічого істотного, але викреслив деякі вельми цікаві місця». Після виходу 3-го тому зібрання творів, повість не викликала розгорнутих критичних відгуків і за життя Гоголя більше не перевидавалася. Твір сприймався в ряду інших комічних і сентиментальних повістей про бідних чиновників, яких досить багато з'являлося наприкінці 1830-х років.

## Сюжет

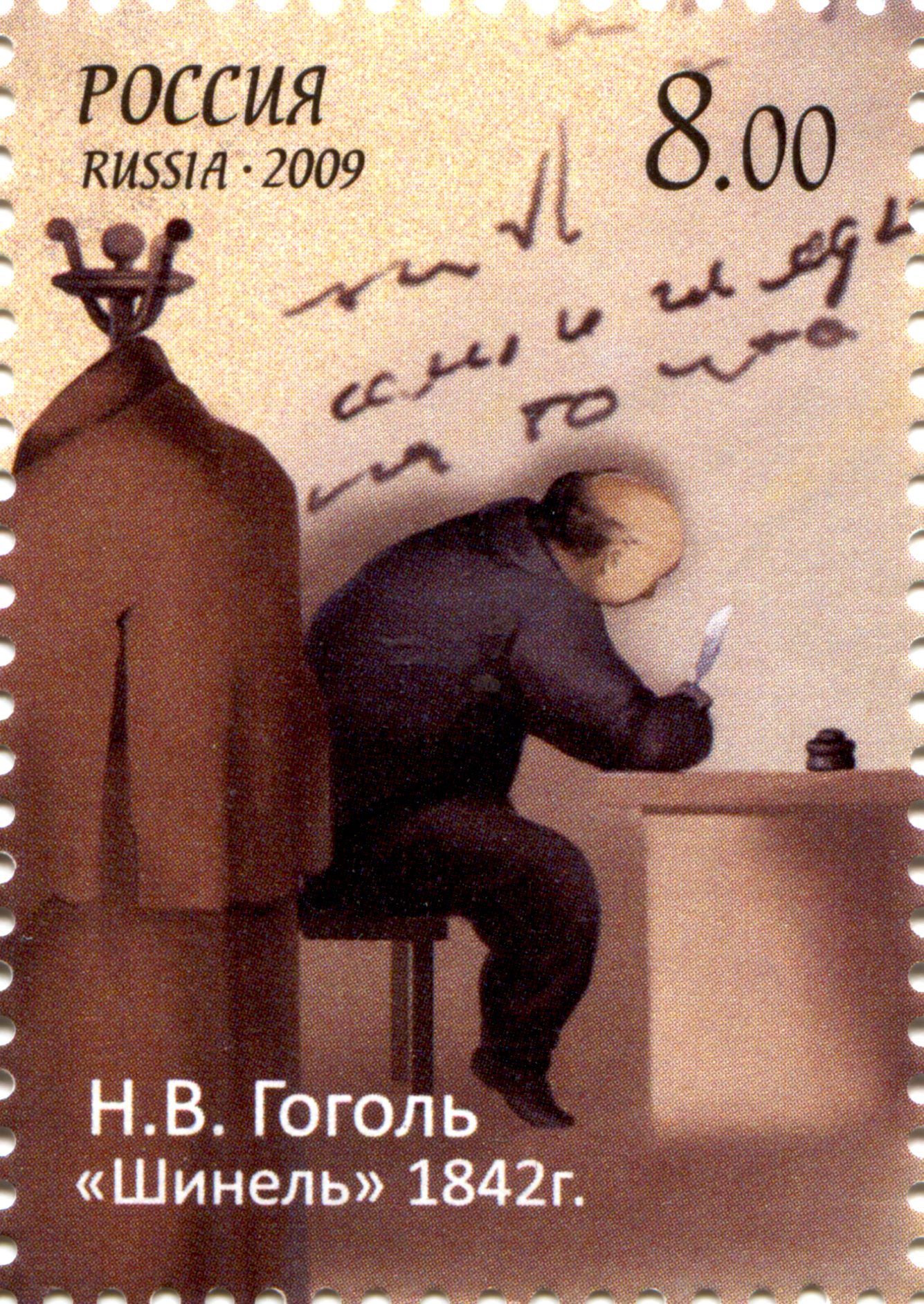
Російська поштова марка, присвячена 200-літтю з дня народження Миколи Гоголя, 2009

Повість розповідає читачу про життя так званої «маленької людини».
Головний герой твору — Акакій Акакійович Башмачкін, бідний титулярний радник із Петербурга. Він служив у департаменті переписувачем паперів, любив свою роботу і не хотів претендувати на щось більше. Роль Башмачкіна серед колег була незначною, з нього часто знущалися його молоді колеги. Зарплата його становила 400 рублів на рік.
Одного разу Акакій Акакійович помітив, що його стара шинель (яка також була предметом знущань молодих чиновників) стала зовсім непридатною для петербурзьких морозів. Він приніс її до кравця Петровича, однак той навідріз відмовився латати «старий капот», сказавши, що треба шити нову.
Пошити нову шинель коштувало 80 рублів; Башмачкіну треба було зібрати 40 (40 рублів він уже мав), однак це було для нього складним завданням. Акакій Акакійович зменшив видатки: вечорами перестав пити чай; намагався ходити навшпиньки, щоб не стерлися черевики; рідше віддавав прачці білизну на прання, вдома ж носив лише халат, аби не зношувати одяг; для економії свічок відмовився навіть від улюбленого заняття — переписування вдома.
Через пів року, коли Башмачкіну видали премію більшу, ніж він очікував, вони разом з Петровичем вирушили за матеріалом для нової шинелі, яку кравець і зшив за декілька днів.
Наступного ранку Акакій Акакійович прийшов до департаменту в новій шинелі. Усі почали його вітати й хвалити, а помічник столоначальника запросив весь департамент разом із Башмачкіним на іменини. Коли після півночі титулярний радник повертався додому, до нього підійшло декілька людей «з вусами», а один із вигуком «А шинель же моя!» (рос. «А ведь шинель-то моя!») зняв із Акакія Акакійовича шинель.
Господиня квартири, яку винаймав Башмачкін, порадила звернутися до приватного пристава, однак це не допомогло. Наступного дня Акакій Акакійович прийшов на роботу в старій шинелі, і його колеги в департаменті порадили звернутися до «значної особи», генерала, посада якого в повісті не вказана. «Значна особа», який у глибині душі був доброю людиною, але самостверджувався вивищуванням над молодшими за званням, накричав на титулярного радника так, що той «вийшов, нічого не пам'ятаючи».
Від морозної вітряної погоди та поганого одягу Акакій Акакійович застудився і помер за декілька днів у гарячці.
Відтоді в Петербурзі почав з'являтися привид «у вигляді чиновника», в якому хтось упізнав Башмачкіна. Привид стягував з перехожих їхні шинелі. Одного разу через місця, де водився привид, проїжджала «значна особа». З криком «Твоя шинель мені й потрібна!» (рос. «Твоей-то шинели мне и нужно!») привид стягнув шинель із плечей генерала, а тоді зник і більше не з'являвся.

## Дійові особи
- Титулярний радник Акакій Акакійович Башмачкін
- Кравець Петрович
- «Значна особа»

## Переклади українською
Переклад Антіна Харченка
- Шинеля / Пер. Антіна Харченка // Гоголь М. Твори: В 5 т. / Заг. ред. 1. Лакизи і П. Филиповича. — К., 1932. — Т. 4. Повісті.

Переклад Антіна Хуторяна
- Шинель. Пер. А. Хуторяна??? // Гоголь М. Ніч проти Різдва: Оповідання. — X., 1934. — С. 291—325.
- Шинель. Пер. А. Хуторяна??? // Гоголь М. Вибрані твори. — К.; X.; 1935. — С. 332—348.
- Шинель. Пер. А. Хуторяна // Гоголь М. Вибрані твори. — К., 1948. — С. 203—229.
- Шинель. Пер. А. Хуторяна??? // К.: Держлітвидав, 1949. — 45 с.: іл.
- Шинель. Пер. А. Хуторяна // Гоголь М. Твори: В 3 т. / Заг. ред. М. Гуд- зія. — К., 1952. — Т. 2. — С. 122—152.
- Шинель. Пер. А. Хуторяна. // К.: Молодь, 1952. — 32 с.: іл.

## Висловлювання про твір
|                                                                     | Всі ми вийшли із гоголівської шинелі |
| — Ежен де Вогюе (часто помилково приписується Федору Достоєвському) |                                      |

## Інсценування
- П'єса «Башмачкін» Олега Богаєва.

## Екранізації
| Рік  | Країна | Назва                  | Режисер                            | У ролях           | Примітка                                                                                                 |
| ---- | ------ | ---------------------- | ---------------------------------- | ----------------- | --- |
| 1926 | СРСР   | «Шинель»               | Григорій Козінцев, Леонід Трауберг | Андрій Кострічкін | Чорно-білий німий фільм, в основі якого стоять дві повісті Миколи Гоголя: «Невський проспект» і «Шинель» |
| 1952 | Італія | Il Cappotto («Шинель») | Альберто Латтуада                  | Ренато Рашель     | Вільна екранізація повісті. Дія відбувається у Північній Італії                                          |
| 1959 | СРСР   | «Шинель»               | Олексій Баталов                    | Ролан Биков       | |

## Вивчення в школі
За програмою «ЗАРУБІЖНА ЛІТЕРАТУРА» для загальноосвітніх навчальних закладів 5–9 класи (2012 р. зі змінами 2015—2017 рр.) повість «Шинель» вивчається в 9 класі // https://mon.gov.ua/ua/osvita/zagalna-serednya-osvita/navchalni-programi/navchalni-programi-5-9-klas